# Old High Kirk

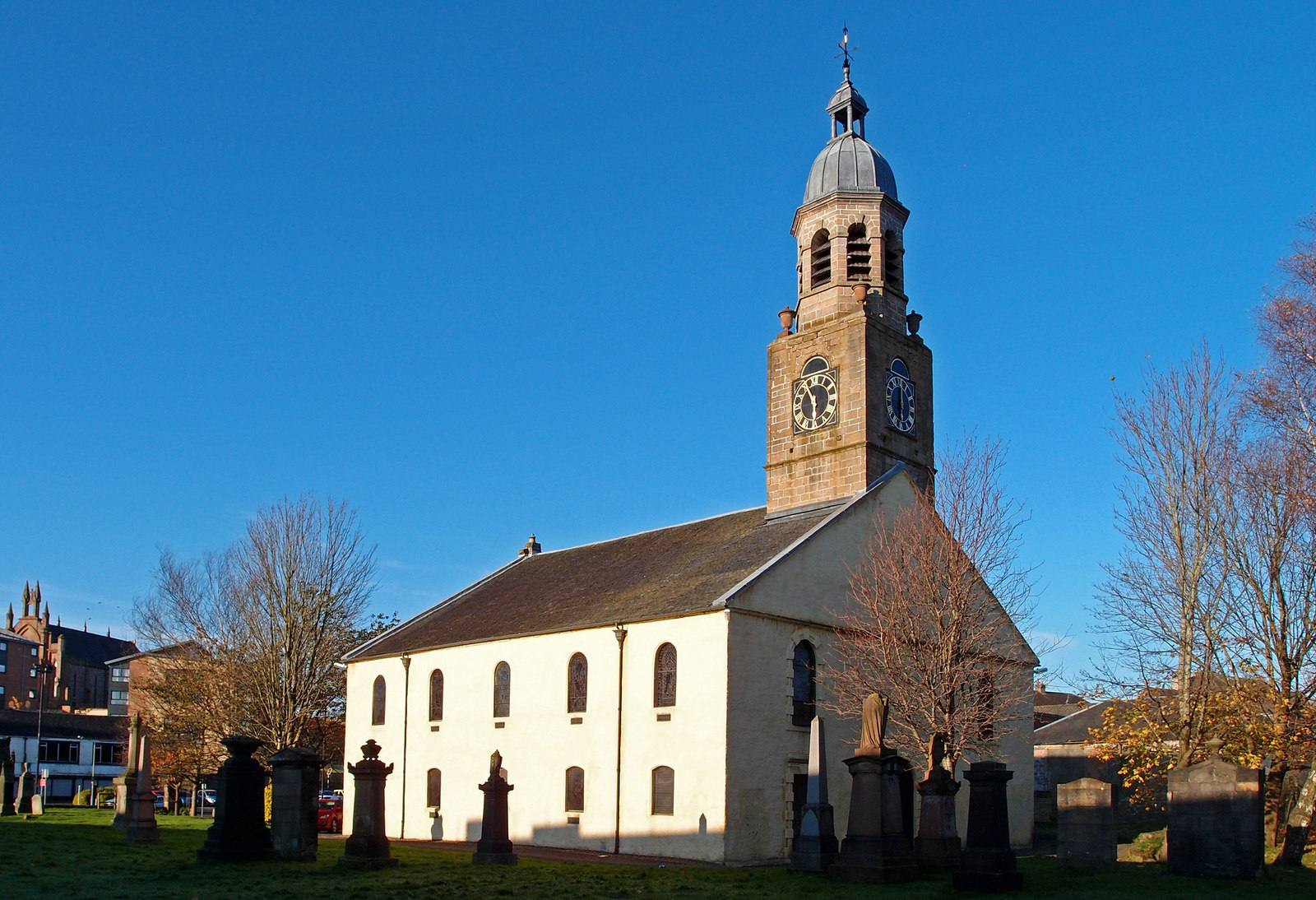
Old High Kirk

Die Old High Kirk ist ein klassizistisches Kirchengebäude der presbyterianischen Church of Scotland in der schottischen Stadt Kilmarnock in der Council Area East Ayrshire. 1971 wurde das Bauwerk in die schottischen Denkmallisten in der höchsten Denkmalkategorie A aufgenommen.

## Geschichte
Auf Grund der wachsenden Kirchengemeinde erwies sich die nahegelegene Laigh Kirk zu Beginn der 1730er Jahre als zu klein. Zur Entlastung wurde im Jahre 1732 mit dem Bau der Old High Kirk begonnen. Den Baugrund stiftete William Boyd, 4. Earl of Kilmarnock. Die Baukosten betrugen 850 £ exklusive dem Glockenturm, dessen Bau erst in den 1740er Jahren begonnen wurde. Turmuhren wurden zunächst nur an zwei Seiten angebracht. Die heute allseitigen Uhren wurden 1797 eingesetzt und 1822 erneuert. Im Jahre 1868 wurde für 300 £ eine Orgel installiert. Die Kirche wurde drei Mal erweitert, in den Jahren 1858, 1909 und 1929.

## Beschreibung
Das klassizistische Gebäude liegt im Zentrum Kilmarnocks unweit des Bahnhofs. Es weist einen länglichen Grundriss auf. Die südostexponierte Frontseite ist drei Achsen weit und mit zentralem Glockenturm gestaltet. Das mittige Rundbogenportal ist schlicht gestaltet und wird von zwei Nebeneingängen flankiert. Die Giebelfläche ist als blinder Dreiecksgiebel gearbeitet. Darüber ragt der Glockenturm auf. Dieser weist zunächst einen quadratischen Grundriss auf, wohingegen der obere Bauteil oktogonal ist. Der Turm schließt mit einer Kuppel mit Laterne und Wetterfahne. Die Seitenflächen der Kirche sind fünf Achsen weit und mit Rundbogenfenstern gearbeitet. An der rückwärtigen Nordwestseite schließt sich ein einstöckiger Versammlungsraum neueren Datums an. Das Gebäude schließt mit einem Satteldach ab, das mit grauem Schiefer eingedeckt ist.